# Noctis Tholus
Il Noctis Tholus è una struttura geologica della superficie di Marte.